# Fuirena pumila
Fuirena pumila är en halvgräsart som först beskrevs av John Torrey, och fick sitt nu gällande namn av Spreng.. Fuirena pumila ingår i släktet Fuirena och familjen halvgräs. Inga underarter finns listade i Catalogue of Life.